# 九州ユース (U-15)サッカーリーグ
九州サッカーリーグ (U-15)（きゅうしゅうサッカーリーグ (アンダー15)）は、九州サッカー協会主催で開催される第3種年代（中学生）のサッカーのリーグ戦である。

## 概要
2011年より上位2チームに高円宮杯 JFA 全日本U-15サッカー選手権大会本大会への出場権が与えられることになった。
2023年現在の制度では、以下の方法で九州地区代表を決定している。
- 出場枠は5[1]。
- リーグ戦は九州リーグ（沖縄県以外の九州地区のチーム、12チーム）と沖縄リーグ（沖縄県のチーム、6チーム）で実施する[2]。
- 九州リーグの上位2チームは高円宮杯の出場権を直接獲得。
- 九州リーグの3位以下のチーム（全10チーム）、沖縄リーグの優勝チーム、各県の代表チーム（全8チーム）の合計19チームが3組に分かれてノックアウトトーナメントを行い、それぞれで勝ち残った3チームも高円宮杯の出場権を獲得[3]。

## 参加チーム（2023年）
九州リーグ
- アビスパ福岡U-15（福岡県）
- サガン鳥栖U-15（佐賀県）
- サガン鳥栖U-15唐津（佐賀県）
- V・ファーレン長崎U-15（長崎県）
- 大分トリニータU-15（大分県）
- 大分トリニータU-15宇佐（大分県）
- ソレッソ熊本（熊本県）
- ロアッソ熊本ジュニアユース（熊本県）
- アリーバFC（宮崎県）
- 日章学園中学校（宮崎県）
- 神村学園中等部（鹿児島県）
- 太陽スポーツクラブU-15（鹿児島県）

九州沖縄リーグ
- ヴィクサーレ沖縄FCジュニアユース
- FC琉球U-15
- casa okinawa U-15
- Wウイング沖縄FCジュニアユース
- 沖縄SV U-15
- EACフットボールクラブ

## 歴代優勝チーム
1. 2009年：ブレイズ熊本
2. 2010年：アビスパ福岡U-15
3. 2011年：アビスパ福岡U-15、ロアッソ熊本U-15
4. 2012年：大分トリニータU-15
5. 2013年：サガン鳥栖U-15唐津
6. 2014年：サガン鳥栖U-15
7. 2015年：サガン鳥栖U-15
8. 2016年：サガン鳥栖U-15
9. 2017年：サガン鳥栖U-15
10. 2018年：日章学園中学校
11. 2019年：サガン鳥栖U-15
12. 2020年：サガン鳥栖U-15
13. 2021年：ソレッソ熊本
14. 2022年：ロアッソ熊本ジュニアユース